# Великі Наговіцини
Великі Нагові́цини (рос. Большие Наговицыны) — присілок у складі Котельницького району Кіровської області, Росія. Входить до складу Вишкільського сільського поселення.
Населення становить 4 особи (2010, 2 у 2002).
Національний склад станом на 2002 рік — росіяни 100 %.